# Geodia gibberella
Geodia gibberella är en svampdjursart som beskrevs av de Laubenfels 1951. Geodia gibberella ingår i släktet Geodia och familjen Geodiidae.
Artens utbredningsområde är havet kring Hawaii. Inga underarter finns listade i Catalogue of Life.